# Вулиця Шевченка (Ольштин)
Ву́лиця Тараса Шевче́нка — одна із вулиць Ольштина (Польща), знаходиться у кварталі Подлесьна (поблизу центра міста).

## Історія вулиці
29 серпня 2007 року з ініціативи голови Ольштинського відділу ОУП Степана Мігуса, рада міста Ольштина прийняла Ухвалу про надання одній із вулиць імені Тараса Шевченка.

## Урочисте відкриття
В ольштинській урочистості взяли участь депутат Сейму республіки Польща Мирон Сич, Ґенеральний консул України в Ґданську Олександр Медовніков, консул Володимир Дубчак, Ґенеральний консул Польщі в Луцьку Томаш Янік, заступник голови Ради міста Ольштина Вальдемар Жаковський, виконувач обов'язків президента Ольштина Томаш Ґлажевський та мер Луцька Богдан Шиба. Вармінсько-Мазурського воєводу представляла Ґабріела Кусайда, а маршалка воєвідства — голова Комісії національних меншин Сеймику Вармінсько-Мазурського воєвідства Іван Гаргай. Відкрили вулицю виконувач обов'язків президента Ольштина Томаш Ґлажевський і мер Луцька Богдан Шиба. Після спільної молитви, яку провів греко-католицький парох Ольштина о. Станіслав Тарапацький, шевченкове «Реве та стогне Дніпр широкий», а також інші твори Кобзаря виконали ольштинський гурт «Сузір'я» і луцька капела народних інструментів «Джерело».